# VI Brigada de Montaña
La VI Brigada de Montaña «General de División Conrado Excelso Villegas» (Br M VI) es una gran unidad de combate del Ejército Argentino con asiento en la ciudad de Neuquén.

## Historia

### Orgánica
El 14 de octubre de 1936 en Bahía Blanca se creó la 6.ª División de Ejército, que en 1938 se trasladó a Neuquén y pasó a depender del Segundo Ejército.
En 1960 la VI Brigada de Infantería de Montaña se puso bajo las órdenes del III Cuerpo de Ejército.
En 1981 la VI Brigada pasó a la órbita del flamante IV Cuerpo de Ejército.
En 1992 pasó a denominarse VI Brigada de Montaña «General de División Conrado Excelso Villegas».

### Operaciones
La VI Brigada de Infantería de Montaña se encargó de la Subzona 52, que dependía de la Zona de Defensa V y estaba a cargo de la totalidad de la provincia del Neuquén y algunos departamentos de la provincia de Río Negro, a saber: General Roca, El Cuy, Pilcaniyeu, Bariloche y Veinticinco de Mayo.

### Ayuda humanitaria
En el año 2013, la VI Brigada asistió a los civiles damnificados por el volcán Copahue.

### Ascensiones
En enero de 2013, la VI Brigada participó de la Operación Aconcagua. Entre el 18 y 19 del mencionado mes y año, un total de 54 militares de las Brigadas V (14), VI (4) y VIII (36) alcanzaron la cima del Aconcagua. La Operación fue la primera ascensión en la que participan las tres brigadas de montaña del EA.

#### Pandemia de coronavirus de 2019-2020
En el año 2020, se desató una pandemia de enfermedad por coronavirus de 2020 en Argentina. El Ejército Argentino creó 14 comandos conjuntos de zonas de emergencia y 10 fuerzas de tarea para proporcionar ayuda humanitaria. La VI Brigada de Montaña asumió el Comando de la Zona de Emergencia Neuquén (CZENE).

## Organización
- Comando de la VI Brigada de Montaña «General de División Conrado Excelso Villegas» (Cdo Br M VI). Guar Ej Neuquén (NQ).[11][12]
  - Regimiento de Infantería de Montaña 10 «Teniente General Racedo» (RIM 10). Cu Ej Covunco Centro (NQ).
  - Regimiento de Infantería de Montaña 21 «Teniente General Rufino Ortega» (RIM 21). Cu Ej Las Lajas (NQ).
  - Regimiento de Infantería de Montaña 26 «Coronel Benjamín Moritán» (RIM 26). Guar Ej Junín de los Andes (NQ).
  - Regimiento de Caballería de Exploración de Montaña 4 «Coraceros General Lavalle» (RC Expl M 4). Cu Ej San Martín de los Andes (NQ).
  - Compañía de Cazadores de Montaña 6 «Capitán Claudio José Jurczyszyn» (Ca Caz M 6). Cu Ej Primeros Pinos (NQ).
  - Grupo de Artillería de Montaña 6 (GAM 6). Guar Ej Junín de los Andes (NQ).
  - Batallón de Ingenieros de Montaña 6 (B Ing M 6). Guar Ej Neuquén (NQ). Es la UMRE VI.
  - Compañía de Comunicaciones de Montaña 6 (Ca Com M 6). Guar Ej Neuquén (NQ).
  - Sección de Aviación de Ejército de Montaña 6 «Capitán de Aviación Militar Luis Cenobio Candelaria» (Sec Av Ej M 6). Guar Ej Neuquén (Aeropuerto Int. Pte. Perón, NQ).
  - Compañía de Inteligencia de Montaña 6 (Ca Icia M 6). Guar Ej Neuquén (NQ).
  - Sección de Inteligencia de Montaña «Bariloche» (Sec Icia M Bariloche). Guar Ej Bariloche (RN).
  - Base de Apoyo Logístico «Neuquén» (BAL Neuquén). Guar Ej Zapala (NQ).